# 張裕 (嘉靖進士)
張裕（1488年—1551年），字士弘，號毅如，直隸蘇州府嘉定縣匠籍長洲縣人，明朝政治人物。

## 生平
嘉靖四年（1525年）乙酉科應天府鄉試二十二名舉人。嘉靖八年（1529年）中式己丑科會試第二十四名，登第三甲第一百七十名進士。九年七月授刑科给事中，十二月因言及祭酒许诰，皇帝以其假建言卖直，专攻正人，诬害许诰，令锦衣卫逮送镇抚司拷讯。累官至襄阳府知府，二十二年十二月以考察去职。卒年六十四。

## 家族
曾祖張鑑；祖父張源，曾任壽官；父張翱，母陳氏；繼母鄭氏。具庆下。弟张祐、张表、张礼。